# Audace colpo dei soliti ignoti
Audace colpo dei soliti ignoti és una pel·lícula italiana del 1959 dirigida per Nanni Loy. La pel·lícula és la seqüela de I soliti ignoti (1958) i és una pel·lícula de robatoris pertanyent al gènere de l'anomenada commedia all'italiana .

## Argument
Peppe, conegut com "er Pantera", després del l'anterior i infructuós cop va començar a treballar com a paleta. En sortir al final de l'obra, és sotmès a un estrany assetjament per part d'una figura ombrívola de la qual no pot escapar i que es troba, malgrat els seus "intel·ligents" enginys per escapar-se, esperant-lo en la seva pobre casa: és un autoproclamat gàngster de Milà, Virgilio, que, assabentat de la seva gesta anterior, li ofereix un participar en un cop, científicament preparat, fàcil i amb ric botí. Peppe haurà de formar l'equip d' "experts" criminals i el milanès aportarà els mitjans i les seves habilitats organitzatives que inclouen també la clàssica "nena" que distreu, Floriana, que amb la seva seducció va convèncer un comptable del Totocalcio per participar com a còmplice del robatori que es produirà durant la cessió de la recaptació de les apostes. Peppe se sent ingènuament atret per l'organització "científica" del robatori i convenç a Ugo Nardi, conegut com Piede Amaro, un marit que lluita amb advocats que no poden pagar la separació de la seva dona, perquè prepari un cotxe ben preparat per a la fugida després del robatori. Fins i tot Mario Angeletti i Ferribotte, que estan a punt de relacionar-se, ja que Mario està compromès amb Carmelina Nicosia, la germana de Ferribotte, donaran la seva experiència "criminal" i finalment l'ara vell i sempre famolenc Capannelle també formarà part de la colla amb el tasca habitual del "pal". Se suposa que el robatori s'ha de fer a Milà sota l'empara d'un partit de futbol, però, just després del viatge d'anada en tren dels lladres, el gran organitzador milanès és detingut per la policia per carterista. Malgrat tot, el grup decideix seguir endavant de totes maneres.
El pla consisteix a provocar un accident de trànsit al final d'un túnel d'un carrer de Milà, fent servir un camió per maniobrar contra el trànsit, bloquejant així el cotxe que portava els diners. Després d'haver agafat els diners, la colla s'hauria de dividir en dos cotxes, reunir-se no gaire lluny i dirigir-se després amb el cotxe d'Ugo cap a Bologna per tal d'arribar al tren dels aficionats cap a la capital: tots això en una hora cinquanta. El robatori, però, no va del tot segons el previst: Peppe, que va al camió conduït per Mario, es trenca el cap pel parabrisa del camió durant l'accident, jura en dialecte romà davant del conductor del cotxe de la recaptació i, amb dolor, fuig a peu; Ferribotte, que hauria d'haver agafat en Peppe, en canvi carrega contra el comptable que, espantat, vol anar a comissaria; Mario s'arrossega amb Capannelle al cotxe de Piede Amaro que persegueix el cotxe de Ferribotte. Aturant-se, agafen els diners i fugen, però no abans que Ferribotte colpeja al cap al comptador mentre li suplica que li faci mal per oferir així una coartada com a víctima (que va tenir èxit perquè la premsa el pintarà com un heroi que va intentar oposar-se al robatori).
El grup, ara adonant-se que Peppe no està amb ells, però confiant en la idea que va aconseguir agafar el seu tren a Roma directament a Milà, després d'haver eludit a la policia canviant el color del 1100 (eliminant una pel·lícula que el cobria) i la matrícula, arriba amb una carrera agosarada a l'estació de tren de Bolonya, on Mario, Capannelle i Ferribotte aconsegueixen pujar just a temps; Ugo, en canvi, continuarà amb cotxe fins a la capital.
Al vespre, arribat a Roma, en Mario informa als seus companys que Peppe no és al tren: amb por que el seu cap sigui detingut, decideixen deixar la maleta amb els diners a la maleta de l'estació.
Mentrestant, a Milà, Peppe arriba a casa de la Floriana esgotat per la fugida, brut i pudent: per escapar, després de córrer una llarga distància, es va colar a l'abocador d'escombraries d'un edifici, on va romandre amagat durant cinc hores.
L'endemà, ell i la Floriana arriben a la colla de Roma i tots junts celebren l'èxit del atracament, però aviat descobreixen que les investigacions policials s'han traslladat a la capital perquè el conductor del cotxe del Totocalcio va denunciar haver sentit a un dels lladres (Peppe) jurar en romanesc. El grup és convocat a la comissaria juntament amb altres sospitosos, però tots aconsegueixen confirmar la seva coartada; Peppe, en particular, informa al comissari en una mena de colorit "comentari radiofònic" del text memoritzat d'un article d'un diari esportiu sobre el partit de futbol Milà-Roma que hauria d'haver assistit.
Mentrestant, Capannelle, incapaç de resistir el ric bufet d'un restaurant, retira la seva maleta per agafar 10 mil lires, diners suficients per pagar un ric banquet. El resultat és una enorme indigestió que el deixa a punt de morir a l'hospital, amb la maleta del robatori amagada sota el llit.
En Peppe i els seus companys van a visitar la Capannelle finalment sadollat i satisfet a l'hospital, afortunadament recuperen els diners però acaben discutint perquè, tot i que tots estan convençuts que han de guardar els objectes robats en un sol lloc per despertar menys sospites, cadascú vol amagar la maleta a casa seva. Al final, Ugo, l'únic amb una coartada proporcionada per una persona amb antecedents penals nets, la nova parella de la seva dona, decideix inicialment quedar-se amb la maleta, però també ell, presa de la por de ser descobert, decideix abandonar-la sota un banc i avisar, amb una trucada telefònica anònima, a la policia que vagi a recuperar-la.
Les "incògnites habituals" corren per recuperar-la: però, s'esforcen per obrir-la al mateix lloc, i quan senten les sirenes de la policia fugen corrents, quedant-se així amb les mans buides.
Per acabar, però no menys important, Peppe és multat per una patrulla de la policia de motocicletes perquè mentre corria no va travessar la carretera en un pas de vianants.

## Repartiment
- Vittorio Gassman: Giuseppe "Peppe er Pantera" Baiocchi
- Renato Salvatori: Mario Angeletti
- Riccardo Garrone: Virgilio "el milanès"
- Nino Manfredi: Ugo "Piede amaro" Nardi
- Carlo Pisacane: Pierluigi "Capannelle"
- Tiberio Murgia: Michele "Ferribotte" Nicòsia
- Claudia Cardinale: Carmelina Nicòsia
- Vicky Ludovisi: Floriana
- Gianni Bonagura: Amedeo, el comptable del Totocalcio
- Gastone Moschin: Alfredo, el llibreter
- Mario Feliciani: el mariscal
- Elena Fabrizi: una de les "mares" de Mario.
- Gina Amendola: una de les "mares" de Mario.
- Clara Bindi: Clara Nardi, dona d'Ugo
- Ciccio Barbi: el policia amb bicicleta
- Nino Musco: el policia calb
- Toni Ucci: el conductor del cotxe Totocalcio
- Luciano Bonanni: Uixer del club nocturn

## Crítica
La pel·lícula és la seqüela de l'anterior I soliti ignoti de Mario Monicelli i està influenciada per la diferent direcció de Nanni Loy, més juganera i alegre. La pel·lícula és molt agradable pel ritme ràpid dels esdeveniments, però sobretot per la interpretació dels grans actors de personatges  que donen el millor de si en els papers secundaris que se'ls assignen. En relleu, com és habitual, la figura de Vittorio Gassman un cop més showman en un paper còmic.
La pel·lícula segueix la tesi de l'anterior: els protagonistes són pobres diables que, per les circumstàncies de la vida, malgrat la seva incapacitat criminal, s'adapten, poc convençuts, per enfrontar-se a aventures de bandolers no fetes per a ells però en les quals de vegades el geni italià, com en l'episodi de la fugida en coexes improvisats, disposat a canviar el color de la carrosseria i el número de la matrícula, fent-se així irreconeixibles per la policia. Un truc que, entre altres coses, servirà en altres pel·lícules que parlen d'empreses greument criminals. De fet, la pel·lícula pretén ser una òbvia paròdia d'històries de gàngsters amb l'organització científica de grans atracaments, però tot el que es trasllada al clima de la improvisació italiana adquireix un to irresistiblement còmic i ridícul.. La banda sonora signada per Piero Umiliani, basada en un cool jazz interpretat per Chet Baker, contribueix precisament a subratllar l'aproximació irònica del gènere de drama criminal americà. Aquesta seqüela «[…] amb igualment bon èxit comercial, va seguir la seva predecessora […] fins al tercer lloc de les llistes de taquilla l'any 1958».

## Seqüela
- El 1985 dirigit per Amanzio Todini es va estrenar I soliti ignoti vent'anni dopo, amb Vittorio Gassman, Marcello Mastroianni, Tiberio Murgia, el mateix grup de guionistes de I soliti ignoti i la música composta per Nino Rota.